# Bataille de Halbe
 (octobre 2018).
Bataille de Berlin
La bataille de Halbe (en allemand : Kesselschlacht von Halbe ; en russe : Хальбский котёл) ou bataille de la poche de Halbe est une bataille qui a eu lieu entre le 24 avril et le 1er mai 1945 entre la 9e armée allemande sous le commandement du Generaloberst Theodor Buße et l'Armée rouge et notamment le 1er front ukrainien commandé par Ivan Koniev, appuyé par le 1er front biélorusse de Gueorgui Joukov.
La 9e armée, dans le cadre plus large de la bataille de Berlin, est prise au piège dans une grande poche dans la région de la forêt de la Sprée au sud-est de Berlin. Elle tente de progresser vers l'ouest à travers le village de Halbe et les forêts environnantes, afin de rejoindre la 12e armée allemande commandée par le général Walther Wenck. L'intention est de se diriger vers l'ouest et de se rendre aux Alliés occidentaux[réf. souhaitée].
Volet peu connu de la campagne de Berlin comparé à la bataille de Seelow et les combats dans la ville même, la bataille de Halbe  ne fut pourtant pas moins sanglante avec une cinquantaine de millier de morts en seulement une semaine de combats. La victoire soviétique fut modérée par la fuite de 25 000 soldats allemands de la poche, y compris le général Busse, alors que les Allemands étaient en nette infériorité numérique et matérielle.

## Autres sources
- (en) « Breakthrough on the Oder River. From the Seelow Heights to Berlin », sur YouTube.